# Crisis on Infinite Earths
Crisis on Infinite Earths est une série de douze comic books écrite par Marv Wolfman et dessinée par George Perez, publiée en 1985 par DC Comics à l'occasion des cinquante ans de la société.
L'objectif principal de cette série était de réinventer complètement l'univers DC en se débarrassant du concept de terres multiples tel qu'il était utilisé depuis des années et considéré comme confus. Au cours de cette saga, on assista donc à la disparition de nombreux héros et à la mise en place des bases qui servirent à un redémarrage total de la chronologie de l'univers DC.
Depuis sa première publication, la série a été réimprimée sous différents formats et éditions, aussi bien aux États-Unis qu’en France.

## Historique de la publication

### Contexte
DC Comics est un éditeur de comic book américain surtout connu pour ses histoires de super-héros présentant des personnages tels que Batman, Superman et Wonder Woman. La compagnie débuta en février 1935 avec New Fun: The Big Comic Magazine. La plupart des comics de DC (ainsi que ceux publiés sous le label Vertigo et Young Animal) prennent place à l’intérieur d’un univers partagé appelé l’Univers DC (DC Universe ou DCU), autorisant des éléments du scénario, des personnages et des lieux de se croiser les uns avec les autres. Le concept du DCU a posé aux scénaristes de DC certains défis pour maintenir la continuité, en raison d'événements contradictoires au sein des différents comics qui ont besoin de refléter la nature partagée de l’univers. « The Flash of Two Worlds » de The Flash no 123 (septembre 1961), qui présente Barry Allen (le Flash de l’Âge d’Argent) faisant équipe avec Jay Garrick (le Flash de l’Âge d’Or), fut le premier comics de DC à suggérer que le DCU était une partie d’un multivers.
Le concept du Multivers de DC fut élargi quelques années plus tard avec le DCU ayant une infinité de Terres. Par exemple, les versions des héros DC de l’Âge d’Or résident sur Terre-Deux, tandis que les héros DC de l’Âge d’Argent sont sur Terre-Une. Depuis « Crisis on Earth-One! » (1963), DC a utilisé le mot « Crisis » pour décrire les crossovers importants à l’intérieur du Multivers DC. Au cours des années, différents scénaristes ont pris la liberté de créer des Terres parallèles supplémentaires comme éléments du scénario et d’autres pour abriter les personnages DC issus d’autres compagnies, faisant du Multivers DC un « désordre compliqué ». Les ventes des comics books de DC étaient aussi bien en dessous de celles de leur concurrent Marvel Comics. D’après le journaliste de ComicsAlliance Chris Sims, « le multivers… semblait démodé, conjurant des images "d’histoires imaginaires" et des personnages que DC avait acquis lors de l’achat de leurs concurrents de l’Âge d’Or et avaient transposé dans leurs propres univers. Marvel, de leur côté, semblait contemporain… et quand vous les mettiez côte à côte, il y a une différence qui dépasse tout le reste : Marvel semble unifié ».
Durant l’Âge de Bronze des Comic Books, le scénariste Marv Wolfman devint populaire parmi les lecteurs de DC pour son travail sur Weird War Tales et The New Teen Titans. George Pérez, qui illustra The New Teen Titans, commença aussi à se faire connaître à cette époque. En 1984, George Pérez conclu un contrat d'exclusivité avec DC qui fut plus tard prolongé d’un an. Bien que The New Teen Titans fut un succès majeur pour DC, les ventes de comics de la compagnie étaient encore en dessous de celles de Marvel. Wolfman commença à attribuer cela au Multivers DC, sentant que « The Flash of Two Worlds » avait créé un « cauchemar » : il n'était pas facile à lire pour les nouveaux lecteurs et d’être en mesure de comprendre et de suivre, et les scénaristes luttaient avec les erreurs de continuité qu’il causait. Dans The New Teen Titans no 21 (juillet 1982), Wolfman introduisit un nouveau personnage : le Monitor (en), personnage de l’ombre et vilain potentiel ; qui jeta les bases pour Crisis on Infinite Earths.

### Développement

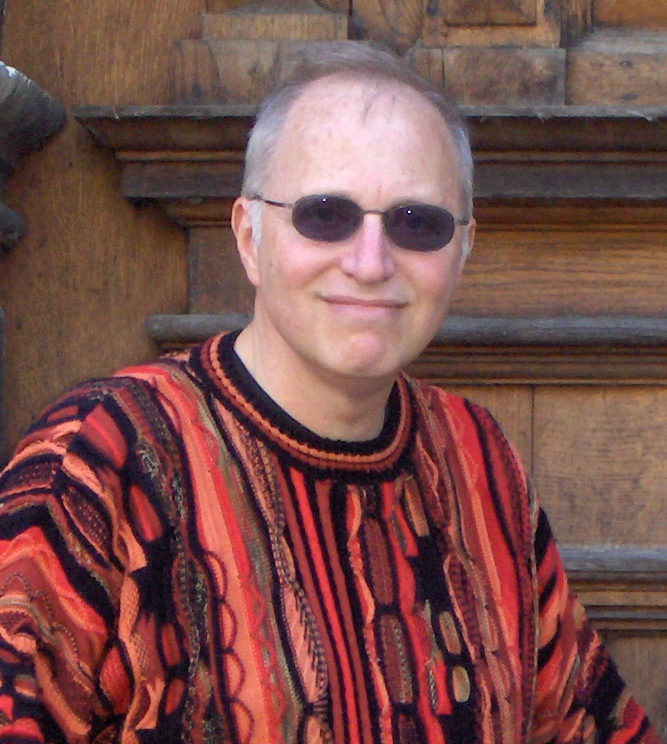
Marv Wolfman, auteur de Crisis on Infinite Earths, en 2007

En 1981, Wolfman éditait Green Lantern. Il reçut une lettre d’un fan demandant pourquoi un personnage ne reconnaît pas Green Lantern dans un numéro récent, alors que les deux personnages ont travaillé ensemble dans un numéro trois ans plus tôt. Peu de temps après, Wolfman lançait Crisis on Infinite Earths sous le nom de The History of the DC Universe, le voyant comme un moyen de simplifier le DCU et d’attirer de nouveaux lecteurs. Le titre The History of the DC Universe fut changé en Crisis on Infinite Earths parce que le début impliquait la destruction de mondes entiers et sonnait plus comme une crise.
Wolfman a déclaré que quand il a présenté la série à DC, il a réalisé que cela allait être un nouveau départ pour le DCU. « Je savais d’avance, et eux aussi, à quel point cela allait être gros », dit-il. « Mais personne ne savait comment cela se vendrait, ni si cela se vendrait tout court. C’était un risque que DC était prêt à prendre, parce que mes pensées étaient que DC avait besoin de beaucoup d’aide à cette époque ». Wolfman dit aussi qu’il le voyait comme une tentative d’améliorer la réputation de DC sur la narration. Beaucoup de lecteurs de l’époque les voyaient comme démodés.
Le crossover a été étoffé et coordonné lors d’une réunion à laquelle a assisté la présidente Jenette Kahn, le vice président Paul Levitz, le rédacteur en chef Dick Giordano et les éditeurs de DC. En 1982, DC engagea un chercheur pour passer toute leur librairie au crible et lire chaque comics que la compagnie avait publié, une tâche qui prit deux ans. La série a été reportée pour 1983 en raison du temps de recherche, et à nouveau pour 1985 quand ce n’était toujours pas prêt en 1983 et pour coïncider avec le cinquantième anniversaire de DC. Comme un événement comme Crisis on Infinite Earths n’était jamais arrivé auparavant, ceux qui travaillaient dessus se rencontraient autour de deux heures par semaine ; à l’époque, c’était rare.
Le travail préparatoire pour la série a été posé l’année précédent sa publication. L’un des plus grands défis pour Wolfman et Giordano était de créer une histoire. Wolfman indiqua avoir utilisé tous les personnages de DC et avoir créé une intrigue amusante à lire et remplie aussi bien de surprises que de difficultés, comme la série devait bien se vendre ; si ce n'était pas le cas, cela pourrait causer un désastre pour DC. Le développement du scénario devint plus facile une fois que l’on a un début et une fin, et quand Pérez s’y impliqua. Crisis on Infinite Earths était la première maxi-série principale de DC, ce qui était encore un concept relativement nouveau.
Au début de la planification de Crisis on Infinite Earths, une liste fut faite des personnages qui faisaient partie du DCU. Des personnages d’autres univers, tels ceux qui appartenaient auparavant à Charlton Comics, furent aussi utilisés. Selon Wolfman, l’un des buts de Crisis on Infinite Earths était de présenter tous les personnages que DC possédait. La série est tristement célèbre pour son nombre de morts élevé. Des centaines de personnages meurent ; la plus célèbre est la mort de Barry Allen. Wolfman a déclaré qu’il ne souhaitait pas tuer Allen, mais que DC lui en avait donné l’ordre parce qu’ils voyaient le personnage comme ennuyeux. Par conséquent, il conçut la mort d’Allen – il court à travers le temps avant de disparaître – comme un moyen de rendre le personnage plus intéressant, tout en espérant l’épargner. Wolfman souhaitait rendre la série inoubliable ; il a dit que de nombreux scénaristes avaient exprimé l’intérêt de simplifier la continuité DC et il voulait être celui qui le ferait.

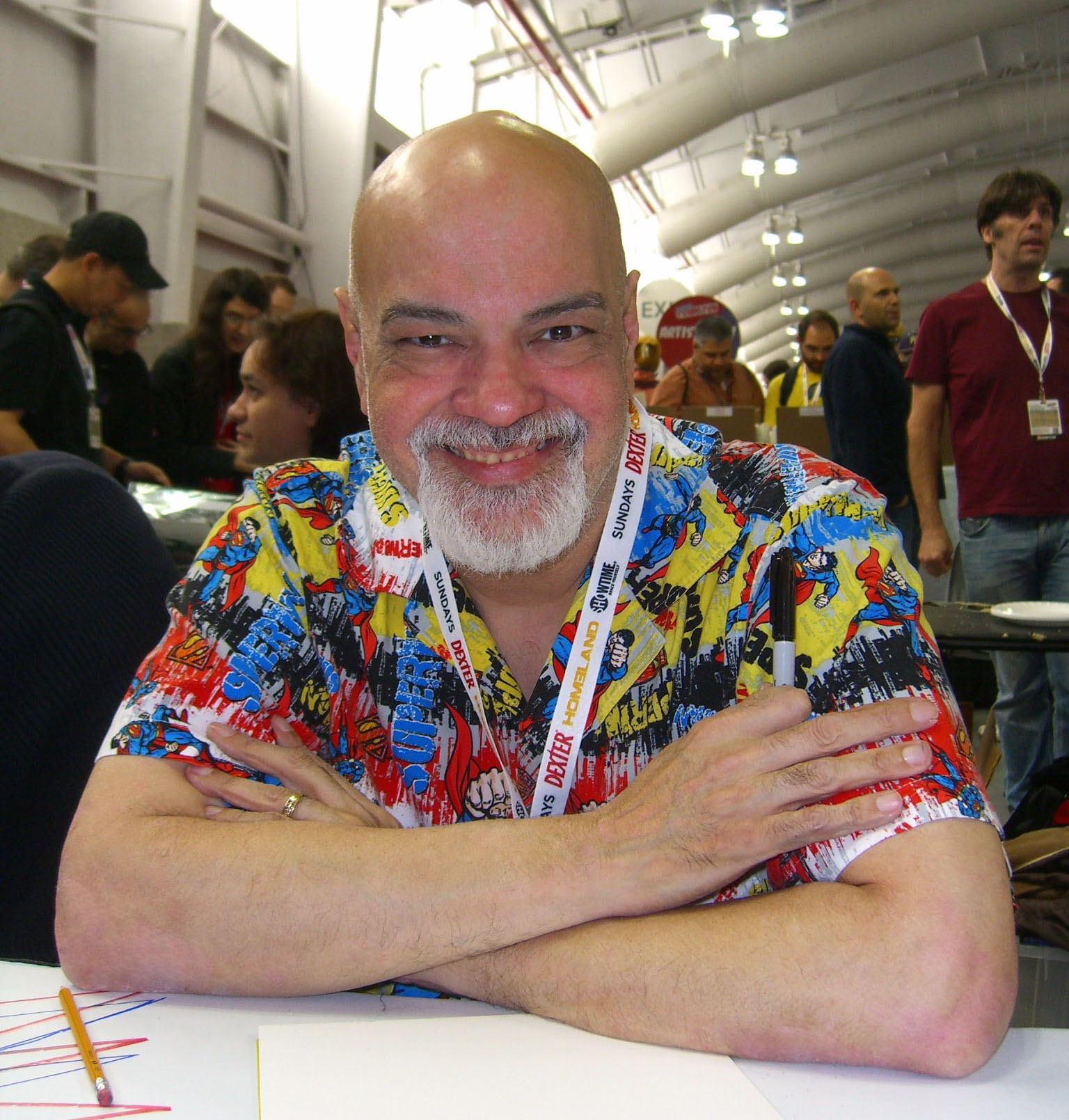
George Pérez, artiste de la série

George Pérez a dit qu’il n’était pas l’artiste prévu pour Crisis on Infinite Earths au départ, mais qu’il avait été excité quand il a appris pour celle-ci, la voyant comme une occasion de se « venger » de Marvel qu’il blâmait pour avoir bloqué le crossover JLA/Avengers sur lequel il travaillait. Il a pris plaisir à travailler à nouveau avec Wolfman, et pris un congé de The New Teen Titans pour dessiner la série. À l’origine, DC ne savait pas que George Pérez voudrait travailler dessus. D’après Pérez, il était motivé par le fait que DC ne savait pas si la série allait être un succès. Il voulait aussi « dessiner tous les personnages sur lesquels il pouvait mettre la main » et indiqua qu’illustrer la série fut l’un des moments les plus amusants qu’il ait jamais eu. Pérez était excité parce que non seulement il allait pouvoir dessiner les Teen Titans à nouveau, mais aussi des personnages obscurs avec lesquels il n’était pas familier, disant qu’il n’aurait peut-être jamais plus une autre chance. Une des cases de Crisis on Infinite Earths montre l’Univers Marvel être détruit avec les autres terres. Quand Dick Giordano (le premier encreur de la série) rencontra des difficultés à tenir les délais tout en continuant son travail de vice-président de DC et d’éditeur exécutif, la coordinatrice éditoriale Pat Bastienne confia l’encrage à Jerry Ordway en dépit des objections de Giordano.

### Publication
L’idée de Crisis on Infinite Earths a d'abord été notée dans le numéro de décembre 1981 de The Comics Journal qui mentionna une maxi-série de douze numéros prévue pour 1982. La série fut annoncée dans la colonne de DC, « Meanwhile… » (« Pendant ce temps… ») de Giordano qui avait cours dans les titres de juin 1984. Giordano avertit les lecteurs que des « événements étranges » commenceraient à se produire tout au long des comics de DC. Il clarifia aussi qu’il commémorerait le cinquantième anniversaire de DC et fournirait à l'entreprise de « merveilleux tremplins » pour de nouveaux personnages et comics. La série a été commercialisée avec le slogan « Des mondes vivront, des mondes mourront et rien ne sera plus jamais pareil »,.
La série commence en avril 1985 et dura douze numéros, prenant fin en mars 1986. La sortie rapprochée de Crisis on Infinite Earths et du crossover similaire de Marvel, Secret Wars, poussa certains fans à créer des théories de conspiration sur le vol d’idées. D’après le scénariste Steve Gerber, la série « n’a eu virtuellement aucune promotion… Combien de publicités promotionnelles avez vous vu ? Combien de posters avez vous vu aux fenêtres des gens ? Combien d’informations furent réellement distribuées à la presse et combien ont été obtenues juste par des journalistes ayant contacté Marv Wolfman et George Pérez ? ».

## Synopsis
Sur Terre-III, le Syndicat du Crime tente en vain de lutter contre une vague d'antimatière sous les yeux d'un personnage énigmatique, Pariah. Alexander Luthor (le Lex Luthor de cette terre) qui sait que rien ne peut être fait pour sauver son monde, parvient de justesse à envoyer son fils sur Terre-I où il espère qu'il sera sauf. Puis Terre-III disparaît.
Pendant ce temps, Monitor et Harbinger, qui sont conscients que cette menace pèse sur toutes les Terres, recrutent des super-héros et super-vilains de différentes réalités et époques afin de la contrecarrer. Monitor leur explique la situation et les envoie protéger des tours de très haute technologie, censées protéger les différentes Terres. Pendant ce temps, sur Terre-I, Batman voit une courte apparition de Flash II qui annonce une catastrophe imminente avant de disparaître.
Malgré les tours et l'intervention de nombreux super-héros, des vagues d'antimatière détruisent peu à peu les réalités. Pendant ce temps, Monitor, qui cherche un plan de secours, étudie la physionomie d'Alexander Luthor Jr., le fils d'Alexander Luthor qui, en traversant la barrière séparant les univers alors qu'une vague d'antimatière dévastait son univers, a intégré une part d'antimatière dans son propre organisme. Grâce à ses connaissances technologiques, il crée aussi Doctor Light II et parvient à amener Pariah sur son satellite, lui qui est condamné à assister à la destruction de toutes les Terres. Il est alors assassiné par Harbringer, qui était corrompue par l'Anti-Monitor et le Psycho-Pirate.
Avec la mort de Monitor, Harbringer est délivrée de l'emprise maléfique de l'Anti-Monitor, et avec l'aide de Pariah et Alexander Luthor Jr., met en œuvre la dernière partie du plan de Monitor : la fusion de toutes les époques en une seule, et le début de la fusion entre les quelques Terres existant encore.
Une équipe regroupant les super-héros les plus puissants des différents univers est mise sur pied pour combattre Anti-Monitor, mais malgré tous leurs pouvoirs, c'est un échec. Supergirl I parviendra tout de même à fortement blesser Anti-Monitor, au prix de sa vie. Affaibli, Anti-Monitor s'enfuit tandis que Kal-El, le Superman de Terre-I pleure la perte de sa cousine. Peu après, un autre coup est porté aux plans d'Anti-Monitor lorsque Flash II se sacrifie pour détruire une arme qui devait finir de détruire les différentes réalités.
Profitant de la confusion qui règne, consécutivement à la fusion partielle des différentes Terres, les super-vilains s'unissent sous la bannière de Brainiac et Lex Luthor de Terre-I et prennent possession des différentes Terres. La bataille fait rage entre héros et vilains, lorsque le Spectre intervient et met fin au conflit, exhortant chaque camp à s'unir pour détruire Anti-Monitor. Au terme d'un combat d'anthologie, ils parviennent à vaincre.
Toutes les Terres ont désormais fusionné en une seule réalité. Certains héros se retrouvent désormais sans passé, tandis que pour d'autres, leur histoire a changé. Tous les participants à la guerre contre Anti-Monitor ont toutefois gardé leurs souvenirs d'antan, ce qui leur fait prendre conscience que tout danger n'est peut-être pas écarté. En effet, peu après, Anti-Monitor attaque la réalité désormais unique, et tous n'ont d'autre choix que de l'affronter une nouvelle fois. Doctor Light II, sous la direction d'Harbringer, et Alexander Luthor Jr., parvient à porter un coup fatal à Anti-Monitor, puis Kal-L, le Superman de Terre-II et Superboy de Terre Prime l'achèveront. Alexander Luthor ouvre une porte à une dimension paradisiaque et s'en va avec Kal-L, Superboy-Prime et la Lois Lane de Terre-II (qui avait été sauvée par Luthor).

## Impacts sur l'Univers DC

### Personnages tués ou disparus au cours deCrisis
- Aquagirl I de Terre-I
- Dove I de Terre-I
- Flash II de Terre-I, revenu dans DC Universe #0
- Green Arrow de Terre-II
- Huntress de Terre-II, revenue dans 52 #52
- Icicle I de Terre-II
- Supergirl I de Terre-I, revenue dans Superman/Batman #7
- Kole de Terre-I
- Lori Lemaris de Terre-I, revenue dans Superman (vol 2) #12
- Alexander Luthor Jr. de Terre-III, revenu dans Countdown to Infinite Crisis
- Loïs Lane de Terre-II, revenue dans Infinite Crisis #1
- Lex Luthor de Terre-II
- Lex Luthor de Terre-III, revenu dans JLA: Earth Two
- Mirror Master I de Terre-I
- Robin de Terre-II, revenu dans 52 #52
- Superboy de Terre-Prime, revenu dans Infinite Crisis Secret Files 2006
- Superman de Terre-II, revenu dans The Kingdom
- Syndicat du Crime de Terre-III, revenu dans JLA: Earth Two
- Wonder Woman de Terre-I, revenue dans Wonder Woman (vol. 2) #1
- Wonder Woman de Terre-II, revenue dans Infinite Crisis #5

### Personnages apparus au cours de Crisis
- Doctor Light II
- Lady Quark
- Harbinger
- Pariah

### Terres apparaissant dans Crisis
- Terre-I, la Terre de la Ligue de justice d'Amérique
- Terre-II, la Terre de la Justice Society of America
- Terre-III, la Terre du Syndicat du Crime
- Terre-IV, la Terre des personnages rachetés à Charlton Comics
- Terre-X, la Terre des personnages rachetés à Quality Comics
- Terre-S, la Terre des personnages rachetés à Fawcett Comics
- Terre-Prime, la Terre de Superboy-Prime
- Terre-VI, Terre créée pour Crisis d'où est originaire Lady Quark

### La nature secrète deCrisis
La plupart des personnages de DC ne se souviennent pas de la bataille contre l'Antimonitor ni de l'existence du Multivers, et celle-ci fut à nouveau révélée par Parrallax lors de Zero Hour. Le Psycho-pirate, Lady Quark et Pariah étaient des exceptions. Dans un arc narratif de 2002 de Supergirl, la Supergirl pre-Crisis voyage jusqu'à la Terre post-Crisis et on découvre que le Spectre est capable de traverser les frontières de l'espace-temps et était au courant de Crisis depuis toujours. Grant Morrison dans Animal Man fait intervenir le Syndicat du Crime de Terre-III dont des membres retrouvent temporairement leur existence grâce aux pouvoirs du Psycho-pirate.
Per Degaton, un ennemi de la Société de Justice d'Amérique se souvient du Multivers. Avec le Quatrième Monde existant en dehors du Multivers, Darkseid se souvient parfaitement des événements de Crisis. Certains membres du Green Lantern Corps, comme Ch'p aussi. John Constantine se souvenait des événements de Crisis et ne fut pas affecté par ceux-ci.
Finalement dans le one-shot Planetary/Batman: Night on Earth, il est insinué que Elijah Snow laissa temporairement l'Univers Wildstorm pour pouvoir assister à cet événement.

## Publication

### Liens avec les autres séries
Des éléments pour mettre en place Crisis on Infinite Earths ont été placés dans les comics DC des années avant que le crossover n’ait lieu ; un exemple de cela fut l’apparition du Monitor dans The New Teen Titans n°21 dès 1981. Dans un mémo du 3 janvier 1983, Dick Giordano, Marv Wolfman et Len Wein demandèrent aux éditeurs et scénaristes d’utiliser le Monitor deux fois durant l’année à venir mais de ne pas le montrer : « Comme cette série affecte l’Univers DC entier, nous avons demandé à chaque éditeur et scénariste de coopérer avec le projet en utilisant un personnage appelé The Monitor dans leurs livres deux fois durant l’année à venir ». Cela a servi à mettre en place la série,. Quand Wolfman et Giordano réitérèrent cette demande lors d’une réunion en 1984, certains éditeurs ne furent pas ravis ; l’un d’eux fut si fâché qu’il ne parla pas pendant tout le reste de la réunion.
Les numéros liés à l’événement de Crisis on Infinite Earths furent publiés dans les séries en cours de DC. Contrairement au crossover Marvel de 1991, The Infinity Gauntlet (en), où Marvel avait seulement publié les récits liés à l’événement dans les titres ayant besoin d’un coup de pouce pour améliorer les ventes, la vaste majorité des comics de DC présentent des événements directement liés au crossover.

### Ordre de lecture de la version originale
1. New Teen Titans 21
2. New Teen Titans Annual 2
3. Green Lantern 173
4. Green Lantern 176
5. Green Lantern 178
6. Flash 338
7. Flash 339
8. Tales of the Teen Titans 47
9. Blue Devil 5
10. Fury of Firestorm 28
11. Batman and the Outsiders 14
12. Batman and the Outsiders 15
13. Action Comics 560
14. Justice League of America 232
15. Tales of the Legion 317
16. Swamp Thing 30
17. Wonder Woman 321
18. Infinity, Inc. 8
19. All Star Squadron 40
20. DC Comics Presents 76
21. Superman 402
22. Swamp Thing 31
23. Justice League of America 234
24. Vigilante 14
25. Superman 403
26. World’s Finest 311
27. Tales of the Legion 319
28. Tales of the Legion 320
29. Amethyst 2
30. G.I. Combat 274
31. G.I. Combat 275
32. G.I. Combat 276
33. Wonder Woman 323
34. Action Comics 564
35. Warlord 91
36. Jonah Hex 90
37. Atari Force 18
38. Batman 384
39. Detective Comics 551
40. Flash 350
41. Tales of the Teen Titans 58
42. DC Comics Presents 97
43. DC Comics Presents 78
44. Crisis on Infinite Earths 1
45. All Star Squadron 50
46. All Star Squadron 51
47. All Star Squadron 52
48. Fury of Firestorm 41
49. Infinity, Inc. 18
50. Detective Comics 555
51. Crisis on Infinite Earths 2
52. Green Lantern 194
53. Batman 389
54. Detective Comics 556
55. Batman 390
56. Detective Comics 557
57. Batman 391
58. Detective Comics 558
59. Swamp Thing 39
60. Crisis on Infinite Earths 3
61. Swamp Thing 40
62. Swamp Thing 41
63. Swamp Thing 42
64. Crisis on Infinite Earths 4
65. DC Comics Presents 86
66. Swamp Thing 43
67. Swamp Thing 44
68. Omega Men 26
69. Vigilante 22
70. Wonder Woman 327
71. Wonder Woman 328
72. Infinity, Inc. 19
73. Justice League of America 244
74. Infinity, Inc. 20
75. Infinity, Inc. Annual 1
76. Warlord 97
77. Legends: Crisis on Infinite Earths 1
78. Crisis on Infinite Earths 5
79. Swamp Thing 45
80. All Star Squadron 53
81. Infinity, Inc. 21
82. Infinity, Inc. 22
83. Swamp Thing 46
84. All Star Squadron 54
85. All Star Squadron 55
86. Crisis on Infinite Earths 6
87. Superman 413
88. Infinity, Inc 23
89. Legion of Superheroes 13
90. Legion of Superheroes 14
91. Legion of Superheroes 15
92. Legion of Superheroes Annual 1
93. Crisis on Infinite Earths 7
94. Infinity, Inc 24
95. DC Comics Presents 95
96. Legion of Superheroes 16
97. Legion of Superheroes 17
98. Legion of Superheroes 18
99. Wonder Woman 329
100. DC Comics Presents 87
101. Superman 414
102. Crisis on Infinite Earths 8
103. Green Lantern 195
104. Blue Devil 17
105. Omega Men 31
106. Blue Devil 18
107. JLofA Annual 3
108. Crisis on Infinite Earths 9
109. Blue Devil 19
110. Green Lantern 196
111. New Teen Titans 13
112. New Teen Titans 14
113. Fury of Firestorm 42
114. Superman 415
115. DC Comics Presents 88
116. Omega Men 32
117. Crisis on Infinite Earths 10
118. Justice League of America 245
119. Omega Men 33
120. All Star Squadron 56
121. Crisis on Infinite Earths 11
122. Green Lantern 197
123. Amethyst 13
124. Crisis on Infinite Earths 12
125. Legend of Wonder Woman 1
126. Legend of Wonder Woman 2
127. Legend of Wonder Woman 3
128. Legend of Wonder Woman 4
129. Green Lantern 198
130. Infinity, Inc. 25
131. Starman Annual 1
132. DC Comics Presents 94
133. Losers Special 1
134. All Star Squadron 57
135. All Star Squadron 58
136. All Star Squadron 59
137. All Star Squadron 60
138. Last Days of the JSA Special 1
139. Infinity, Inc. 30
140. Oz-Wonderland Wars 3
141. Aquaman 1
142. Aquaman 2
143. Aquaman 3
144. Aquaman 4
145. Superman 423
146. Action Comics 583
147. Batman 400

### Éditions françaises
La première édition française a été éditée par Arédit/Artima dans sa revue Superstar comics, dans ses numéros 3 à 12, de juin 1986 à juillet 1987.
Puis en album par Semic au début des années 2000 :
- 2001 : Tome 1  (ISBN 2-914082-48-7)
- 2002 : Tome 2  (ISBN 2-914082-54-1)
- 2002 : Tome 3  (ISBN 2-914082-79-7)
- 2003 : Tome 4  (ISBN 2-84857-018-0)

En 2007, Panini Comics ressort la série en intégrale
- 2007 : Crisis on Infinite Earths - Intégrale  (ISBN 978-2-84538-953-3)

En 2016, Urban Comics ressort la série en une intégrale « augmentée » et accompagnée d'un volume « Compagnon » :
- 2016 : Crisis on Infinite Earths - Intégrale  (ISBN 978-2-3657-7885-5)
- 2016 : Crisis on Infinite Earths - Le Compagnon  (ISBN 978-2-3657-7869-5)

## Fin planifiée
George Perez, dans une interview publiée dans un numéro de la revue Wizard de 1994, explique que Chris Claremont suggéra de faire tuer le Superman moderne par l'Antimonitor. À la fin du combat, Kal-L de Terre-II aurait réalisé qu'il était maintenant seul, sans sa Terre, sans sa Loïs et que la nouvelle Terre n'avait maintenant plus de Superman pour la protéger. Il se verrait obligé de rajeunir et prendre la place de Kal-El.
Si cette fin avait été utilisée, la mini-série The Man of Steel aurait sans doute proclamé le retour du « super-héros originel » en tant que Kal-L (maintenant « Kal-El ») qui commence sa vie dans l'Univers DC post-Crisis, devant faire face aux versions modernes de Lex Luthor et de Loïs Lane et à un Batman plus perturbé et complexe que celui qu'il avait connu. Pourtant, cette idée fut rejetée à la conception du scénario de John Byrne.

## Réception
En dépit d’un marketing relativement limité et de DC étant peu sûr du succès que la série obtiendrait, Crisis on Infinite Earths fut un best-seller.

## Roman
Une novélisation de Crisis on Infinite Earths a été écrite par Wolfman et publiée par iBooks en 2005, avec une couverture dessinée par Pérez et Alex Ross. Le livre suit les événements de la série originale. Une grande partie de l’histoire est présentée du point de vue de Barry Allen, tandis que les parties où il est absent sont racontées à la troisième personne. Des détails ont également été ajoutés, incluant un monologue interne et quelques mises à jour pour rendre l’histoire plus moderne, comme la possession de téléphones portables par les personnages.

## Suites
Crisis on Infinite Earths est la première partie de ce qui deviendra connu sous le nom de « Trilogie Crisis ». La seconde partie, Infinite Crisis, fut écrite par Geoff Johns et illustrée par Phil Jimenez, George Pérez, Ivan Reis et Jerry Ordway. Cette suite dura sept numéros, d’octobre 2005 à juin 2006. Dans la série, Kal-L, Alexander Luthor et Superboy-Prime échappent à la dimension de poche où ils ont été laissés à la fin de la série originale. Luthor, devenu fou, tente de recréer le multivers en utilisant le corps de l’Anti-Monitor. Tandis que Crisis on Infinite Earths supprimait le Multivers DC, Infinite Crisis l’a restauré.
La conclusion de la trilogie, Final Crisis, commence en mai 2008 et prend fin en janvier 2009. Elle fut écrite par Grant Morrison, avec les dessins de J. G. Jones, Carlos Pacheco, Marco Rudy et Doug Mahnke. Dans Final Crisis, Darkseid arrive sur Terre et commence une conquête pour renverser la réalité, dans le cadre d'un plan de Libra pour conquérir le Multivers. La Justice League et le Corps des Green Lantern allient leurs forces dans une tentative désespérée pour arrêter l'assaut à venir.

## Adaptation
En 2014, le pilote de la série Flash donnait un aperçu de la crise se déroulant en 2024, marquant la disparition de Flash. En 2018, après le crossover Elseworlds, la CW et les producteurs de l'Arrowverse annonce que « Crisis On Infinite Earths » sera le crossover de 2019 réunissant les séries Arrow, Flash (2014), Supergirl, Legends of Tomorrow, Batwoman et Black Lightning. Sont également prévus des caméos de personnages des séries Smallville, Les Anges de la nuit, Flash (1990) et Lucifer ainsi que des films Superman Returns, Batman et les films du DCEU, Batman v Superman : L'Aube de la justice, Suicide Squad et Justice League
,,. La crise commence le 8 décembre 2019 avec la série Supergirl pour finir le 15 janvier 2020 dans Legends of Tomorrow. Le scénario est écrit par Greg Berlanti, Marc Guggenheim et Marv Wolfman, l'auteur du comics.
- Crisis On Infinite Earths (I) - Supergirl (saison 5, épisode 9)
- Crisis On Infinite Earths (II) - Batwoman (saison 1, épisode 9)
- Crisis On Infinite Earths (III) - The Flash (saison 6, épisode 9)
- Crisis On Infinite Earths (IV) - Arrow (saison 8, épisode 8)
- Crisis On Infinite Earths (V) - Legends of Tomorrow (saison 5, épisode spécial)